# 더 그레이트 샤크
《더 그레이트 샤크》(영어: Great White)는 2021년에 개봉한 미국, 영국, 호주의 공포, 스릴러 영화이다. 마틴 윌슨이 감독을 마이클 부겐이 각본을 맡았다. 이 영화에서 두 마리의 백상아리가 해안에서 몇 마일 떨어진 곳에서 좌초된 수상기에 탑승한 다섯 명의 승객들을 둘러싸고 있다.
이 영화는 2021년 7월 16일 극장 및 주문형 비디오를 통해 미국에서 개봉될 예정이고, 대한민국에서는 2021년 8월 5일에 개봉되었다.

## 줄거리
해변에서 경비행기로 사업을 하고 있는 찰리와 캐즈

조와 미셸은 찰리와 캐즈의 경비행기를 이용하게 되고

찰리와 캐즈, 조와 미셸, 그리고 베니는 상어에 물어뜯겨

죽은 사람을 발견하고 주변을 수색하지만 상어의 공격을 받은

비행기는 바다속으로 가라앉고 겨우 구명보트에 오르게 되는데...

## 출연진
- 카트리나 보우든 - 캐즈 역
- 아론 자쿠벤코 - 찰리 역
- 키미에 츠카코시 - 미셸 역
- 팀 카노 - 조 역
- 테 코헤 투하카 - 베니 역
- 제이슨 와일더 - 루크 역
- 타자나 마르야노비치 - 트레이시 역

## 박스오피스
《더 그레이트 샤크》는 스페인에서 34만8천566달러, 아랍에미리트에서는 16만8천87달러를 벌어들여 전 세계 총액은 516만6천653달러로 집계됐다.